# Strauzia stoltzfusi
Strauzia stoltzfusi är en tvåvingeart som beskrevs av Steyskal 1986. Strauzia stoltzfusi ingår i släktet Strauzia och familjen borrflugor. Inga underarter finns listade i Catalogue of Life.